# ウィリアム・マクドゥーガル
ウィリアム・マクドゥーガル（William McDougall、[məkˈduːɡəl]; 1871年6月22日 - 1938年11月28日）FRSは、20世紀初頭の心理学者であり、ロンドン大学、オックスフォード大学、ハーバード大学、デューク大学の教授を務めた。影響力のある教科書を多数執筆し、英語圏における本能論と社会心理学の発展に重要な役割を果たした。
マクドゥーガルは行動主義心理学に反対しており、20世紀前半における英米の心理学思想の発展の主流からはやや外れた存在であった。しかし、彼の業績は一般の人々にも知られ、尊敬を集めていた。

## 経歴
彼は1871年6月22日、マンチェスター近郊のTonge, Middletonで、アイザック・シムウェル・マクドゥーガルと妻レベッカ・スマーリーの二男として生まれた。父は自己膨張小麦粉を開発したマクドゥーガル兄弟の一人であったが、化学メーカーとしての自身の事業に専念していた。
マクドゥーガルは複数の学校で教育を受け、マンチェスターのオーエンス・カレッジ、ケンブリッジのセント・ジョンズ・カレッジで学んだ。ロンドンとゲッティンゲン大学で医学と生理学を学んだ。ロンドン大学ユニバーシティ・カレッジとオックスフォード大学で教鞭をとった後、1920年にハーバード大学のウィリアム・ジェームズ心理学講座の教授に迎え入れられ、同年から1927年まで心理学の教授を務めた。その後、デューク大学に移り、ジョゼフ・バンクス・ラインのもとで超心理学研究所を設立し、亡くなるまで同大学に在籍した。彼はイギリス王立協会フェローであった。彼の教え子には、シリル・バート、メイ・スミス、ウィリアム・ブラウン、ジョン・フリューゲルなどがいる。

## 立場
マクドゥーガルの関心を持つ領域は広範囲にわたっていた。彼は優生学に関心を持っていたが、ジャン＝バティスト・ラマルクが示唆したような獲得形質の遺伝の可能性について、新ダーウィニズムの正統派からは離れていた。彼はこのプロセスを実証するために設計された多くの実験を行った。
行動主義に反対する立場から、マクドゥーガルは行動は概して目標志向的であり、目的を持っていると主張し、このアプローチを「ホルミック心理学」と呼んだ。「ホルミック」という用語は、「衝動」を意味する古代ギリシャ語「ホルメー（hormḗ）」に由来し、アーネスト・ヒルガード（1987年）によると、イギリスの同僚であるT. P. ナン（Larson, 2014）の研究から引用されたものである。彼は『社会心理学入門』（1908年）でホルミズム心理学の概要を初めて説明した。ホルミズム心理学は、人間の幅広い動機付け要因を理解するための基礎的な枠組みのひとつとなっている。彼は、以下のような「おそらくはあらゆる人種、あらゆる時代の男性に共通する」生得的な主要本能と主要感情を挙げている。
- 逃走（恐怖）
- 嫌悪（嫌悪）
- 好奇心（驚異）
- 攻撃性（怒り）
- 自己主張（高揚）
- 自己卑下（服従）
- 親性本能（慈愛）
- 生殖
- 摂食
- 社会本能
- 獲得
- 建設
- 這うことと歩くこと

しかし、動機付け理論において、個人は意識的に理解できないほど多くの遺伝的本能によって動機付けられているという考えを擁護した。そのため、個人は常に自分の目標を理解しているわけではないかもしれないと主張した。本能に関する彼の考えはコンラート・ローレンツに強い影響を与えたが、ローレンツはこれを常に認めていたわけではない。マクドゥーガルはカール・グスタフ・ユングの精神分析を体験し、超心理学の研究にも意欲的であった。
優生学への関心と進化論に対する異端的な立場から、マクドゥーガルは行動に遺伝形質が強く影響するという主張の象徴的人物として取り上げられており、中には主流派心理学者からしばしば科学的人種差別主義者とみなさることもある。彼は次のように書いている。「...、アメリカで著名な黒人と呼ばれる人々、例えばフレデリック・ダグラス、ブッカー・ワシントン、ウィリアム・デュボイスなどは、すべて混血であったか、あるいは白人の血が混じっていたと私は思う。平均的な能力の低さというよりも、むしろ偉大な指導者の資質を備えた人物がいないことこそが、黒人種が国家を形成できない原因であると考えるのが妥当であろう」（マクドゥーガル著『集団心理』187ページ、アルノ・プレス、1973年、1920年G.P.パットナム・サンズ社発行、著作権所有）。
マクドゥーガルは29歳で結婚し（「熟考した結果の原則に反して」と、彼は自伝的エッセイで報告している。「なぜなら、人生で選んだ事業を最大限に発展させるために知的能力を最大限に発揮する人間は、40歳になる前に結婚すべきではないと私は考えていたからだ」）。彼は5人の子供をもうけた。
マクドゥーガルの著書『集団心理』は心理学者たちから「非常に敵対的な批評」を受けたが、一般大衆にはよく売れた。アメリカ合衆国のメディアは、国家優生学に関するマクドゥーガルの講演が人種差別的であると見なしたため、マクドゥーガルに対して批判的であった。

## 心霊研究
マクドゥーガルは、心霊研究における科学的手法と学問の専門化を強く支持していた。彼は1930年代初頭に超心理学をアメリカ合衆国の大学における学問分野として確立するのに尽力した。「魂の科学」をめぐる競争の「勝者」たちによって支配されていた心霊研究の従来の歴史学は、心理学の科学的地位の確立と維持において、魅力的な認識論的不整合性と科学的・形而上学的仮定の間の複雑な相互作用のセットを明らかにしている。したがって、批判的な観点から、これまで疑いの目で見てきたものに限らず、心霊研究の歴史と心理学との関係を修正することは、歴史家にとって挑戦であり、また期待でもある。本稿では、その議論を活性化することを期待している（Sommer, 2012）。1920年、マクドゥーガルは心霊研究協会（SPR）の会長を務め、その翌年には米国心霊研究協会（APSPR）の会長も務めた。
マクドゥーガルは、科学、宗教、倫理、政治、哲学などのさまざまな問題や原因を、超心理学の制度化と専門化を最終的に推し進めた広範な「アクター・ネットワーク」に組み込むことに尽力した（Asprem, 2010）。彼は、霊媒師ミナ・クランドンを調査した『サイエンティフィック・アメリカン』誌の委員会のメンバーでもあった。彼はミナの降霊会に出席し、彼女の「エクトプラズム（超常現象）の手」に懐疑的であった。彼は、それが動物の一部であり、手のように見えるように人工的に加工されたものであると疑っていた。マクドゥーガルの疑いは、その手の写真を検証した独立した専門家によって裏付けられた。
マクドゥーガルは、スピリチュアリズム（の運動）に対して批判的であった。彼はアーサー・コナン・ドイルなどの推進者の一部が心霊研究を誤解し、「宣伝に専念している」と考えていた。1926年、マクドゥーガルは 「私は超常現象とされる現象の調査にかなりの数参加してきたが、いかなる場合においても説得力のある証拠を見つけることはできなかった。しかし、詐欺やトリックの証拠はかなり多く見つけた」と結論づけた。
しかし、マクドゥーガルは超能力現象の科学的調査を奨励し続け、1937年には査読付き学術誌『超心理学ジャーナル』の創刊共同編集者（ジョゼフ・バンクス・ラインとの共同）となった。同誌は現在も刊行されている。彼は人間の本能的行動に関する理論を初めて体系化した人物であり、社会心理学という新しい分野の発展に影響を与えた。

## アニミズム
1911年、マクドゥーガルは著書『心身：アニミズムの歴史と擁護』を著し、彼は唯物論とダーウィニズムの両方を否定するとともに、心が進化を導くというラマルク主義の一説を支持。マクドゥーガルは、すべての物質には精神的な側面があるとするアニミズムの説を擁護した。彼の考えは、物質には生命を与える原理があると信じ、この立場には心理学的および生物学的な証拠があると主張していたため、汎心論と非常に類似していた。マクドゥーガルは、心と脳は別個のものであるが相互に作用しているという理論を擁護していたが、アニミズムの理論が心身二元論と一元論の両方の哲学的な見解に取って代わるものになると信じていたため、二元論者でも一元論者でもないという立場だった。彼は超心理学者として、また、テレパシーが科学的に証明されていると主張し、生物学や心理学だけでなく、超能力研究からの証拠も用いて、アニミズムの理論を擁護した。
また、マクドゥーガルは唯物論を批判する著作『唯物論と創発進化』（1929年）では、1924年に書かれたフロイド・オールポットの著書『社会心理学』を除く、この分野における唯一の心理学的なアプローチであった。マクドゥーガルは、進化論がラマルク説の証拠を無視し、進化を導く心の証拠を無視していると主張し、進化論を批判。マクドゥーガルのこのテーマに関する最後の著作『生命の謎』（1938年）では、有機説を批判している。マクドゥーガルによると、有機説は唯物論を否定していたが、 非物質的原則の積極的な役割を提唱するには至っていなかった。

## 関連文献
- Rose, Anne C. (2009). Psychology and Selfhood in the Segregated South (University of North Carolina Press). ISBN 978-0-8078-3281-3. (18 December 2010).
- Spiro, Jonathan P. (2009), Defending the Master Race: Conservation, Eugenics, and the Legacy of Madison Grant, Univ. of Vermont Press, ISBN 978-1-58465-715-6
- Tucker, William H. (2007), The funding of Scientific Racism: Wickliffe Draper and the Pioneer Fund, University of Illinois Press, ISBN 978-0-252-07463-9